# Reciaria
Reciaria es una red de redes de información que actúa como una comunidad de redes de bibliotecas y sistemas de información de la Argentina. Está integrada por 39 redes que reúnen a más de 2400 bibliotecas y sistemas de información de instituciones privadas y organismos públicos, una Red Nacional de Asociaciones de Bibliotecarios y otras redes de alcance regional. Fue creada en 1999.

## Historia
Reciaria se creó por iniciativa de los coordinadores de UNIRED - Red de Bibliotecas en Ciencias Sociales y Humanidades, quienes propusieron conformar una red de redes de bibliotecas en Argentina, luego de realizar un estudio de situación que concluyó en la poca documentación y desinformación existente sobre las redes de cooperación bibliotecaria.
El 10 de noviembre de 1999, en la sede de la UADE, se reunieron por primera vez los coordinadores de 18 redes para delinear el proyecto de una megared. A partir de ese encuentro inicial, se realizaron reuniones mensuales con los coordinadores de las redes. Se eligió el nombre de Reciaria, se adoptó el primer logotipo y se trabajó en la organización de un primer encuentro que se cristalizó en 2000.
En la sede del Ministerio de Educación de la Nación, el 1 de diciembre de 2000 se realizó la “1.ª Reunión Nacional de la Asociación de Redes de Información Reciaria” bajo el lema "Integración o caos" con la asistencia de 400 participantes miembros de las 27 redes integrantes. Durante la jornada se hizo la presentación de Reciaria y su portal, otras disertaciones de las redes participantes, y simultáneamente se realizó una Feria de Redes con stands atendidos por sus representantes.
Inicialmente Reciaria se constituyó en una asociación con el nombre de “Asociación de Redes de Información”. El 10 de septiembre de 2003 fue reconocida como asociación civil por la Inspección General de Justicia, resolución N° 1104. Pero este encuadre jurídico implica compromisos de sus redes miembros difíciles de llevar a cabo, ya que la mayoría de las redes son de conformación voluntaria.
Hasta 2013 trató de consolidar su estructura institucional como asociación, entonces se transformó en Reciaria - Red de Redes de Información con una modalidad más participativa. Se conformó en una comunidad de redes incorporando la modalidad de la web 2.0, las redes sociales y con un Comité Coordinador integrado por fundadores y refundadores de Reciaria. La nueva estructura de Reciaria se presentó en 2014.
Por sus 20 años de trayectoria realizó la "Jornada sobre Cooperación y Acceso a la Información" el 13 de noviembre de 2019 donde hubo presentaciones de las redes integrantes que cumplían 30, 25, 20 y 10 años de cooperación: Vitruvio, Unired, Rebifa, Bibliomed, BibliotecasJurired y Rebies.

## Objetivos
Los numerosos beneficios del trabajo cooperativo que realiza Reciaria para las redes y las bibliotecas integrantes se encuentra reflejado en:
- Acceder a las colecciones de las bibliotecas involucradas, de acuerdo con normas y procedimientos vigentes.
- Acordar los procedimientos de acceso a los distintos recursos de información.
- Generar ejemplos de buenas prácticas para redes miembro y bibliotecas.[9]
- Producir beneficios colectivos en proyectos de bien común.
- Ejecutar convenios-marco de cooperación entre instituciones del país tanto nacionales como privadas y del exterior.
- Desarrollar el Mapa de geolocalización referencial de redes argentinas y bibliotecas
- Aportar en el ámbito internacional con el Mapa de Bibliotecas Mundial de la IFLA.
- Prestar asesoramiento técnico a las redes con profesionales y/o técnicos.
- Generar actividades de capacitación continua para las redes y sus bibliotecas.

## Mapa de redes de bibliotecas argentinas
En 2004 Reciaria inició un proyecto de geolocalizacion de las bibliotecas argentinas. En base al trabajo colaborativo y con el apoyo de algunas instituciones cuyas bibliotecas eran miembro de Reciaria, desarrolló dos versiones del Mapa de Redes de Bibliotecas Argentinas, en 2005 y 2007. En 2005 presentó el primer Mapa de Redes de Bibliotecas Argentinas que incluía la ubicación de 27 redes de información y las 1542 bibliotecas cooperantes dentro del contexto geográfico nacional e internacional, con el objetivo de conocer la información existente en el país, su concentración, su distribución e irradiación a nivel nacional e internacional. La segunda edición de 2007 profundizó la información en otros aspectos de las redes y bibliotecas: sus estructuras organizativas, técnicas, fortalezas, debilidades, actualización.
Reciaria en 2009 a través de un acuerdo con la Secretaría de Cultura de la Nación en el marco del Programa SInCA (Sistema de Información Cultural de la República Argentina)comenzó a aportar el Mapa de Reciaria al Mapa Cultural de la Argentina, el cual carecía del ítem bibliotecas entre sus industrias culturales. La actualización de los datos de las redes y bibliotecas se realizaron en 2015 y 2018.
A nivel internacional, el Mapa de Redes de Bibliotecas Argentinas aportó su información al Mapa de Bibliotecas del Mundo de la Federación Internacional de Asociaciones de Bibliotecarios y Bibliotecas (IFLA) dando visibilidad mundial a las bibliotecas de argentina que hasta ese momento no estaban representadas en el mapa de la IFLA.

## Actividades cooperativas
Para difundir el trabajo cooperativo y las acciones realizadas por las redes miembro organiza actividades como:
- Presentación de ponencias
- Ciclos de charlas presenciales y virtuales.[18][19]
- Cursos, talleres, comunicaciones, conferencias sobre cooperación y compromiso en bibliotecología y otras ciencias de la información.[20]
- Visitas guiadas a Bibliotecas, Centros de Información documental, Archivos y Museos.
- Divulgación y presencia en jornadas profesionales.[21]

| Encuentros nacionales de Reciaria | Encuentros nacionales de Reciaria | Encuentros nacionales de Reciaria                                                                      | Encuentros nacionales de Reciaria                                                            |
|                                   | Fecha                             | Sede                                                                                                   | Tema                                                                                         |
| --------------------------------- | --------------------------------- | --- | -------------------------------------------------------------------------------------------- |
| 1.a                               | 23 de abril de 2009               | 41.a Reunión Nacional de Bibliotecarios. Biblioteca Nacional Mariano Moreno                            | Bibliotecas en Red                                                                           |
| 2.a                               | 23 de abril de 2010               | 42.a Reunión Nacional de Bibliotecarios. Predio Ferial de la Rural                                     | Bibliotecas en Red                                                                           |
| 3.a                               | 21 de abril de 2011               | 43.a Reunión Nacional de Bibliotecarios. Predio Ferial de la Rural                                     | Bibliotecas en Red                                                                           |
| 4.a                               | 19 de abril de 2012               | 44.a Reunión Nacional de Bibliotecarios. Predio Ferial de la Rural                                     | Bibliotecas en Red                                                                           |
| 5.a                               | 25 de abril de 2013               | 45.a Reunión Nacional de Bibliotecarios. Predio Ferial de la Rural.                                    | El Compromiso Social y las Tecnologías de la Participación                                   |
| 6.a                               | 24 de abril de 2014               | 46.a Reunión Nacional de Bibliotecarios. Predio Ferial de la Rural. Biblioteca Nacional Mariano Moreno | Reciaria: hacia una estrategia de transformación para una efectiva inclusión y participación |
| 7.a                               | 23 de abril de 2015               | 47.a Reunión Nacional de Bibliotecarios. Predio Ferial de la Rural.                                    | Cooperación para la integración y el desarrollo                                              |
| 8.a                               | 20 de abril de 2016               | 48.a Reunión Nacional de Bibliotecarios. Predio Ferial de la Rural                                     | Reciaria: nuevo mapa de redes de bibliotecas argentinas                                      |
| 9.a                               | 25 de abril de 2017               | 49.a Reunión Nacional de Bibliotecarios. Predio Ferial de la Rural                                     | Nueva panorámica para Reciaria: las redes en el mapa                                         |
| 10.a                              | 26 de abril de 2018               | 50.a Reunión Nacional de Bibliotecarios. Biblioteca del Congreso de la Nación                          | Presentación Mapa de Redes. Mapa en la IFLA                                                  |
| 11.a                              | 16 de mayo de 2019                | 51.a Reunión Nacional de Bibliotecarios. Academia Nacional de Ciencias, Córdoba.                       | Redes de bibliotecas unidas cooperando                                                       |

| Otros encuentros organizados por Reciaria | Otros encuentros organizados por Reciaria |
| ----------------------------------------- | --- |
| 1 de diciembre de 2000                    | 1.ª Reunión Nacional de Redes de Información con el lema "Integración o Caos". Ministerio de Educación de la Nación                                             |
| 6 - 27 de mayo de 2004                    | Simposio electrónico "Redes de bibliotecas: oportunidad para la integración" Organizado en conjunto con la SAI - Sociedad Argentina de Información              |
| 28 de marzo de 2012                       | "Cumbre Virtual de Coordinadores" |
| 13 de noviembre de 2019                   | Celebración 20 años “Jornada sobre Cooperación y Acceso a la Información” Auditorio Leonardo Favio, Espacio cultural de la Biblioteca del Congreso de la Nación |

## Redes integrantes
Se encuentra conformada por 39 redes y sistemas de información, con sus diferentes características y particularidades
1. Acuerdo de Bibliotecas Universitarias de Córdoba (ABUC)[1]
2. Bibliotecas de Facultades de Arquitectura de Universidades Nacionales (BIBLIOFAUN)
3. Bibliotecas Unidesarrollo. (UNID)
4. Centro Argentino de Información Científica y Tecnológica CONICET. (CAICYT)[2]
5. Comisión de Bibliotecas Conurbano Bonaerense. (RUNCOB)
6. Consejo Latinoamericano de Ciencias Sociales (CLACSO)
7. Red Andina de Bibliotecas Universitarias. (RADBU)[3]
8. Red Argentina de Información en Agua, Ambiente, Saneamiento y Energía (REDAM)[4]
9. Red Bibliotecas de Traslasierras (REBITRA)
10. Red de Bibliotecas de Arquitectura, Arte, Diseño y Urbanismo . (VITRUVIO)[10]
11. Red de Bibliotecas de Derecho y Ciencias Jurídicas. (BIBLIOTECASJURIRED)
12. Red de Bibliotecas de Educación Superior - Secretaría de Educación. CABA. (COMENIUS)
13. Red de Bibliotecas de Educación Superior de la provincia de Mendoza. (ReBes)
14. Red de Bibliotecas de Escuelas Secundarias, Artísticas, Técnicas y de Comercio. (SECUNBIB)
15. Red de Bibliotecas de la Universidad Nacional de Córdoba (REBIUNC)
16. Red de Bibliotecas de la Universidad Nacional de La Plata (ROBLE)
17. Red de Bibliotecas de la Universidad Nacional del Nordeste. (UNNE)
18. Red de Bibliotecas de la Universidad Tecnológica Nacional. (UTN)
19. Red de Bibliotecas de las Fuerzas Armadas (REBIFA)
20. Red de Bibliotecas de Universidades Católicas y de Orientación Católica (BUCOC)
21. Red de Bibliotecas de Universidades Privadas (AMICUS)
22. Red de Bibliotecas Escolares San Luis. (REBIES)
23. Red de Bibliotecas INTA- Sistema de Información y Documentación Agropecuaria.[5]
24. Red de Bibliotecas Patagónicas (BIPAT)
25. Red de Bibliotecas Públicas de la Ciudad Autónoma de Buenos Aires. (BIPUCABA)
26. Red de la Asociación de Bibliotecas Biomédicas Argentinas (ABBA) (BIBLIOMED)
27. Red de Redes de Información Económica y Social. (UNIRED)[9]
28. Red Interuniversitaria Argentina de Bibliotecas. (REDIAB)
29. Red Nacional de Asociaciones de Bibliotecarios de Argentina. (RENABI.AR)[6]
30. Red Nacional de Documentación e Información sobre Administración Pública. (RENDIAP)
31. Red Nacional de Información en Ciencias de la Salud. (RENICS)
32. Red Virtual de Bibliotecas de Educación Superior. Provincia de Córdoba. (ReViBES)[7]
33. Redes Federales Biblioteca Nacional de Maestros (REDES FEDERALES)
34. Sistema de Bibliotecas y de Información de la Universidad de Buenos Aires. (SISBI)[8]
35. Sistema de Información Agropecuario de las Américas. (SIDALC)
36. Sistema de Información en Ciencias Acuáticas y Pesqueras / Red de Información Pesquera Documental (ASFIS/REDIPES)
37. Sistema de Información Universitaria. (SIU)
38. Sistema Integrado de Documentación. (SID)
39. Sistema Internacional de Información Nuclear (CNEA-INIS/RRIAN)